# Indeks Balassy
Indeks Balassy to znormalizowany miernik udziału danego typu eksportu w eksporcie ogółem danego kraju na tle jakiejś grupy bazowej. Taką grupą mogą być np.: kraje OECD lub UE27. Jeżeli Indeks Balassy jest większy od 1, BI>1, to taki kraj ma ujawnioną przewagę komparatywną.